# Ŗ
La Ŗ (minúscula: ŗ), llamada R con cedilla, es un grafema utilizado en la romanización ALA-LC  del romaní búlgaro del alfabeto cirílico. Es la letra R con una cedilla.

## Uso

### Livonio
Los caracteres Unicode de la R con cedilla ‹ ŗ › se usan en livonio, la R con cedilla ‹ r̦ › representa la Oclusiva palatal sonora /ɟ/. Su cedilla parece una coma debajo.

### Romanización ALA-LC
La ‹ ŗ › se usa en la transliteración del alfabeto cirílico ALA-LC para la letra romaní búlgara Р̆ ‹ Р̆ ›.

### occitano alpino
Usado en occitano alpino del Alto Valle de Susa ( Oulx , Exilles , etc.) para adaptar la R [ ʁ ] gutural en la grafía de la escuela Po que no la contenía.

## Codificación
La R con cedilla se puede representar con los siguientes caracteres Unicode:
| forma     | representaciones | puntos de código | descripción                          |
| --------- | ---------------- | ---------------- | ------------------------------------ |
| Mayúscula | Ŗ                | U+0156           | letra mayúscula latina r con cedilla |
| minuscule | ŗ                | U+0157           | letra minúscula latina r con cedilla |